# Dicranum novaustrinum
Dicranum novaustrinum är en bladmossart som beskrevs av Margadant 1972. Dicranum novaustrinum ingår i släktet kvastmossor, och familjen Dicranaceae. Inga underarter finns listade i Catalogue of Life.